# Hydroides floridanus
Hydroides floridanus är en ringmaskart som först beskrevs av Bush 1910.  Hydroides floridanus ingår i släktet Hydroides och familjen Serpulidae. Inga underarter finns listade i Catalogue of Life.